# 11959 Okunokeno
11959 Okunokeno è un asteroide della fascia principale. Scoperto nel 1994, presenta un'orbita caratterizzata da un semiasse maggiore pari a 2,6466779 UA e da un'eccentricità di 0,1545293, inclinata di 13,28250° rispetto all'eclittica.
L'asteroide è dedicato a Keno Okuno, astronomo giapponese.